# ナンテール
ナンテール (Nanterre) は、フランス中央部、イル＝ド＝フランス地域圏の都市である。オー＝ド＝セーヌ県の県庁所在地。パリ都市再開発地区のラ・デファンスがある。

## 地理

イル・ド・フランス（パリ周辺）の地図。赤く示されているのがナンテール。

ナンテール、クールブヴォア、ピュトーを中心に、超高層ビル街の都市再開発地区ラ・デファンス地区を形成している。

## 歴史
- 2023年6月28日 - ナンテール市内で、17歳の北アフリカ系の少年が、検問をしていた警察官から銃撃されて死亡[1]。この事件をきっかけに、翌月にかけてフランス各地で暴動が発生した[2]。

## スポーツ
- 2017年10月、多目的スタジアムのパリ・ラ・デファンス・アレナがナンテールに完成し、同年11月からラグビーチームの強豪ラシン92がメイングラウンドにしている。

## 交通
■A線ナンテール駅、ナンテール・プレフェクチュール駅、ナンテール＝ヴィル駅、ナンテール＝ユニヴェルシテ駅

## 関係者
出身者
- ジャン・ニコラ - サッカー選手
- サダ・ティウブ - サッカー選手
- オリヴィエ・ラブルダン - 俳優

## 姉妹都市
- ワットフォード、イギリス
- クライオヴァ、ルーマニア
- ペーザロ、イタリア
- ジリナ、スロヴァキア
- ノヴゴロド、ロシア
- トレムセン、アルジェリア